# Federació Espanyola de Malalties Rares
La Federació Espanyola de Malalties Rares (FEDER) és una entitat fundada el 1999 i considerada la més rellevant en l'àmbit de les malalties minoritàries a Espanya ja que aplega 262 associacions amb dades del 2016.
Es calcula que a Espanya hi ha 3.000 persones afectades per aquest tipus de malalties. Segons dades de l'entitat elaborades a partir d'entrevistes, testimonis i expedients familiars, el 65% de les malalties minoritàries són greus i altament discapacitants i es caracteritzen per tenir origen genètic en un 80% dels casos, inici precoç ja que dos de cada tres casos apareixen abans dels dos anys, dolors crònics per un de cada cinc afectats i dèficit del desenvolupament motor, sensorial o intel·lectual en més de la meitat dels casos, el que comporta afectes negatius en l'autonomia personal en un de cada tres casos i pronòstic vital en joc.
L'entitat investiga les malalties minoritàries, fa activitats per visibilitzar aquestes patologies, busca diners per millorar les investigacions i ajuda les persones que les pateixen.